# Dugopoglie
Dugopoglie (in croato Dugopolje) è un comune della Regione spalatino-dalmata in Croazia. Al 2001 possedeva una popolazione di 3.120 abitanti.

## Località
Il comune di Dugopoglie è suddiviso in 4 frazioni (naselja) di seguito elencate. Tra parentesi il nome in lingua italiana, generalmente desueto.
- Dugopolje (Dugopoglie)
- Koprivno (Copriono[5])
- Kotlenice (Cotlenizze[6])
- Liska